# نوار مغزی
نوار مغزی یا الکتروانسفالوگرافی (به انگلیسی: Electroencephalography)، ثبت فعالیت الکتریکی مغز است، این تکنیک شامل اخذ سیگنال توسط الکترودهای سطحی، بهبود سیگنال (معمولاً تقویت و حذف نویز)، چاپ سیگنال و آنالیز آن می‌شود. آنچه روی کاغذ چاپ می‌شود، الکتروانسفالوگرام نامیده می‌شود.

## کاربرد بالینی

نمونه‌ای از فعالیت الکتریکی ثبت شده از مغز

نتایج حاصل از نوار مغزی را نمی‌توان به صورت مستقیم و تنها با مشاهده سیگنال مورد بررسی و تفسیر قرار داد و از روی آن ناهنجاری را تشخیص داد. معمولاً طیف فرکانسی این سیگنال حاوی اطلاعات مفیدی است که کاربردهای تشخیصی و تحقیقاتی از جمله موارد زیر دارد:
۱-کمک به تشخیص و تعیین محل آسیب مغزی
۲-کمک به مطالعه صرع (حملات گذرای برگشت‌پذیر عمل مغز دچار مشکل با حس نامنظم و فعالیت حرکتی نظیر تشنج)
۳-کمک به تشخیص اختلالات روانی
۴-کمک به مطالعه خواب
۵-اجازه مشاهده و آنالیز پاسخ‌های مغز به محرک‌های سنسوری

## الکترودهای ثبت ای‌ای‌جی
الکترودهای ای‌ای‌جی، جریان‌های یونی را از بافت سربرال به صورت ولتاژ اخذ کرده و به پیش‌تقویت‌کنندههای ای‌ای‌جی، منتقل می‌کند. مشخصات الکترود در ثبت، بسیار مهم است. معمولاً در صفحات این الکترودها، از کلرید نقره – نقره (Ag-AgCl) استفاده می‌شود.
معمولاً پنج نوع الکترود جهت ثبت ای‌ای‌جی به کار می‌رود:

1. الکترود پوست سر، کاپ‌ها، دیسک‌های پد نقره، میله‌هایی از جنس فولاد ضدزنگ و سیم‌های نقره کلریده شده،
2. الکترودهای Sphenoidal: در این الکترودها، نقره عایق و سیم لخت که نوک آن کلریده شده به صورت متناوب قرار گرفته و به وسیله بافت ماهیچه توسط یک سوزن در جای خود قرار می‌گیرد،
3. الکترودهای Nasopharyngeal: میله نقره‌ای با توپ نقره که از طریق سوراخ بینی وارد می‌شود،
4. الکترودهای Electrocorticoyraphic: فیلترهای کتانی خیس خورده در محلول سالین که روی سطح مغز قرارداده می‌شود و
5. الکترودهای اینتراسربرال: دسته‌های سیم‌های پلاتین یا طلای پوشیده شده از تفلون که در فواصل مختلف از نوک دسته بریده شده‌است و برای تحریک الکتریکی مغز به کار می‌رود.

الکترودهای کاپ یا دیسک، قابلیت استفاده مجدد دارد، هر بار با استفاده از یک کرم هادی روی پوست سر قرار می‌گیرد. قبل از قراردادن الکترود بایستی، چربی‌های نقطه مورد نظر در سر را با الکل یا استون پاک کرد.
دامنه، فاز و فرکانس سیگنال‌های ای‌ای‌جی به طرز قرار گرفتن الکترودها بستگی دارد. الکترودگذاری سطحی (روی سطح پوست) طبق یک الگوی استاندارد انجام می‌گیرد.

## دستگاه ثبت ای‌ای‌جی

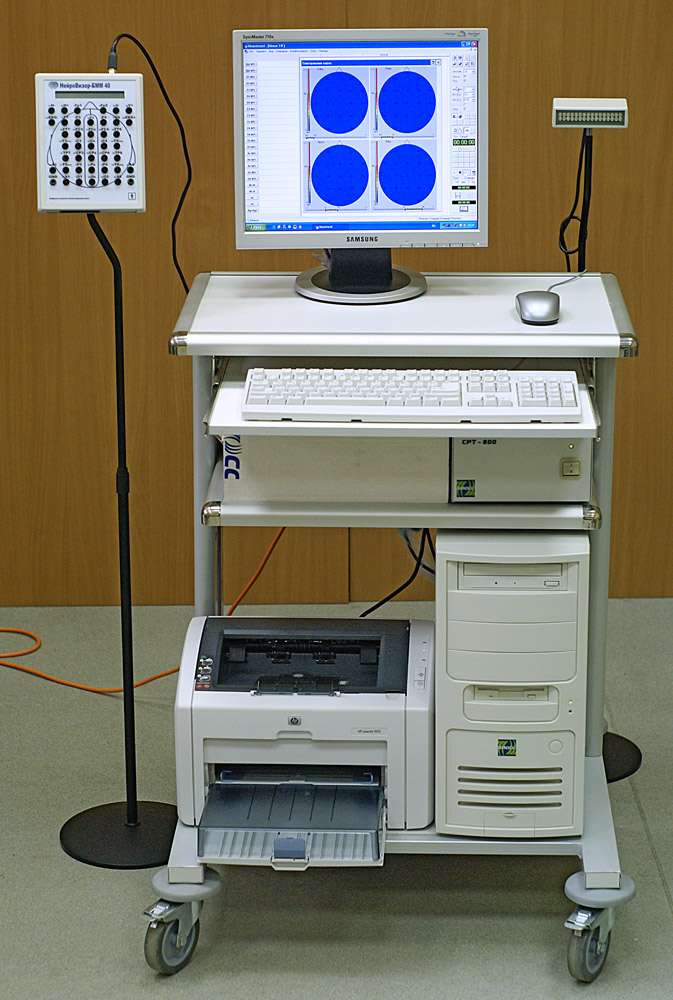
تصویری از یک دستگاه الکتروانسفالوگراف تجاری

ماشین‌های ای‌ای‌جی بالینی، معمولاً شامل ۸، ۱۶ یا ۳۲ کانال است. به صورت معمول ۲۰ الکترود روی سر بیمار قرار می‌گیرد که پتانسیل حیاتی مذکور را به پیش تقویت‌کننده می‌رساند. معمولاً با استفاده از یک سیگنال کالیبراسیون پالسی، سیستم کالیبره می‌شود. سیگنال‌های دریافت شده، تقویت و حذف نویز می‌شود. سیگنال‌ها را می‌توان به همین شکل ثبت کرد یا جهت انجام پردازش‌های بیشتر مانند محاسبه طیف فرکانسی سیگنال و طبقه‌بندی و اعمال الگوریتم‌های تشخیصی، به دیجیتال تبدیل و وارد کامپیوتر کرد.
ثبت پتانسیل‌هایی که پس از تحریک‌های بینایی و شنوایی ثبت می‌شوند را پتانسیل‌های برانگیخته (به انگلیسی: evoked potential) می‌نامند. می‌توان اینگونه تفسیر کرد که قسمت اعظم سیگنالی که از این طریق ثبت می‌شود در نتیجه محرک‌های بینایی یا شنوایی است. از این یافته‌ها می‌توان در مطالعه اعصاب مربوط به این دو حس استفاده کرد.
الکتروانسفالوگرام (ای‌ای‌جی) سیگنال‌های الکتریکی مغز را با استفاده از ۲۱ الکترود که به ترتیب خاصی در سطح سر نصب می‌شوند ثبت می‌کند.
این الکترودها به کمک نوارهای ارتجاعی در کنار هم نگه داشته شده و مانند یک کلاه روی سر قرار می‌گیرند. مشکلات فنی این کار شبیه به مسائلی است که در بخش الکتروکاردیوگرافی پیش می‌آید، ولی از آنجا که دامنه‌های سیگنال در انسفالوگرام یک دهم دامنه سیگنال الکتروکاردیوگراف و تقریباً صد میکرو ولت می‌باشد سیستم نویز پذیر و حساس تر بوده و در مقایسه با الکتروکاردیوگراف به روش‌شناسی بهتر نیاز دارد. گستره بسامدهای کمتر از یک هرتز تا بالاتر از ۵۰ هرتز می‌باشد.
منحنی‌های حاصل از الکتروانسفالوگرام شاخص بسیار حساسی از درجه هوشیاری و اندازه‌گیری تغییرات میزان هوشیاری در طول دوره خواب طبیعی یا در بیماری‌های مغزی به‌شمار می‌آید.
کاربرد مهم دیگر در تشخیص صرع می‌باشد. مراحل اولیه و انواع نه چندان شدید را تنها می‌توان با ثبت تغییرات معمول الکتروانسفالوگراف تشخیص داد. این حملات می‌تواند به‌طور پراکنده رخ دهند اما با تنفس هوای تهویه شده نور و خواب نیز ممکن است فعال شوند. زمانی که وجود بیماری صرع مورد تردید است می‌توان از بیماری در مورد وضعیت تهویه هوا پرسش نمود یا وی را در معرض تابش کوتاه مدت و منقطع نور قرار داد یا از او خواست که شب قبل از آزمایش نخوابد.

## نوار مغزی چطور انجام می‌شود؟
روند انجام تست بسیار آسان است. کافی است روی یک تخت دراز بکشید یا یر روی یک صندلی بنشینید تا پزشک یک کلاه حاوی الکترودها را روی سر شما قرار دهد. ممکن است بجای کلاه آزمایش، یک سری الکترودهای گرد شبیه به دیسک با یک خمیر یا ژل که امکان چسبندگی برای الکترودها به وجود می‌آورد بر روی پوست سر شما قرار بگیرد. این الکترودها در حدود ۸ تا ۲۵ عدد هستند. روند آزمایش معمولاً خیلی طولانی نیست اما در برخی شرایط ممکن است یک الی دو ساعت زمان ببرد. در ابتدا صرفاً در شرایط آرامش، گزارش‌گیری انجام می‌شود. یعنی لازم است به حالت آرام بخوابید و چشم‌های خود را بسته نگه دارید چون هرگونه حرکت می‌تواند نتیجه‌ی آزمایش را تحت‌تأثیر قرار دهد. اما ممکن است در حین آزمایش محرک‌هایی مانند نور، صدا حرکت، تنفس سریع نیز در نظر گرفته شود تا عملکرد مغز بهتر رصد شود. برای افرادی که نوار مغزی جهت بررسی اختلال خواب در آن‌ها تجویز شده است، معمولاً این تست در هنگام خواب انجام خواهد شد.